# Diócesis de Tiruchirapalli
La diócesis de Tiruchirapalli (en latín: Dioecesis Tiruchirapolitana y en inglés: Roman Catholic Diocese of Tiruchirapalli) es una circunscripción eclesiástica de la Iglesia católica en India. Se trata de una diócesis latina, sufragánea de la arquidiócesis de Madurai. Desde el 29 de junio de 2021 su obispo es Savarimuthu Arokiaraj.

## Territorio y organización
La diócesis tiene 12 144 km² y extiende su jurisdicción sobre los fieles católicos de rito latino residentes en el estado de Tamil Nadu en los taluks de: Tiruchy y Manaparai en el distrito de Tiruchirappalli, Kulitalai en el distrito de Karur, Kulathur en el distrito de Pudukkottai.
La sede de la diócesis se encuentra en la ciudad de Tiruchirapalli, en donde se halla la Catedral de Santa María de la Salud y la basílica menor del Santísimo Redentor.
En 2020 en la diócesis existían 73 parroquias agrupadas en 5 vicariatos: Puthur, Crawford, Ponmalai, Keeranur y Manaparai.

## Historia
La misión de Madura se estableció en 1606 e incluía territorios que legalmente formaban parte de la diócesis de Santo Tomé de Meliapor (hoy arquidiócesis de Madrás y Meliapor). Tras la supresión de la Compañía de Jesús, cuyos misioneros estaban a cargo de la misión, esta fue suprimida en 1773 y confiada a los misioneros de la Sociedad de las Misiones Extranjeras de París estacionados en Pondicherry.
El 23 de diciembre de 1836 se erigió el vicariato apostólico de Madura, con el breve Catholicae Ecclesiae del papa Gregorio XVI, tomando su territorio del vicariato apostólico de la Costa de Coromandel (hoy arquidiócesis de Pondicherry y Cuddalore). Al mismo tiempo, la jurisdicción de los prelados portugueses de Goa y Santo Tomé de Meliapor, de los que dependían formalmente estos territorios, fue suspendida en virtud de los derechos de Padroado portugués.
El nuevo vicariato apostólico fue confiado a los misioneros jesuitas que, sin embargo, de acuerdo con sus constituciones, no aceptaron que uno de sus miembros fuera consagrado obispo. Por eso la Santa Sede encomendó el vicariato apostólico al cuidado del vicario de la Costa de Coromandel. Esta situación duró hasta el 22 de mayo de 1846, cuando el jesuita Alexis Canoz fue nombrado vicario apostólico.
Gracias al impulso del obispo Canoz, se iniciaron las congregaciones femeninas de Dolores y Santa Ana, para tareas útiles a la misión.
El 1 de septiembre de 1886, como resultado de la bula Humanae salutis del papa León XIII, el vicariato apostólico fue elevado al rango de diócesis. El 7 de junio de 1887, con el breve Post initam, la diócesis, denominada «diócesis de Trichinopoly», pasó a formar parte de la provincia eclesiástica de la arquidiócesis de Pondicherry.
El 2 de octubre de 1893, se convirtió en sufragánea de la arquidiócesis de Bombay mediante el breve Romani Pontifices.
El 3 de julio de 1929 cedió una porción de su territorio a la diócesis de Santo Tomé de Meliapor (hoy arquidiócesis de Madrás y Meliapor); al mismo tiempo, las parroquias que hasta entonces dependían de los obispos de Santo Tomé de Meliapor en virtud de los derechos del Padroado portugués pasaron a la jurisdicción de los obispos de Trichinopoly.
El 12 de junio de 1923 cedió una parte de su territorio para la erección de la diócesis de Tuticorin mediante el breve Cum religio catholica del papa Pío XI.
El 8 de enero de 1938 cedió otra parte de su territorio para la erección de la diócesis de Madura (hoy arquidiócesis de Madurai) mediante la bula Si inter infideles del papa Pío XI.
El 21 de octubre de 1950 tomó su nombre actual en virtud del decreto Cum post rerum de la Congregación de Propaganda Fide.
El 19 de septiembre de 1953 pasó a formar parte de la provincia eclesiástica de Madurai.
El 10 de noviembre de 2003 cedió otra porción de territorio para la erección de la diócesis de Dindigul mediante la bula Petitum est nuper del papa Juan Pablo II.

## Estadísticas
Según el Anuario Pontificio 2021 la diócesis tenía a fines de 2020 un total de 271 034 fieles bautizados.
| Año                                                                             | Población            | Población | Población      | Sacerdotes | Sacerdotes    | Sacerdotes    | Bautizados por sacerdote | Diáconos permanentes | Religiosos | Religiosos | Parroquias |
| Año                                                                             | Bautizados católicos | Total     | % de católicos | Total      | Clero secular | Clero regular | Bautizados por sacerdote | Diáconos permanentes | Varones    | Mujeres    | Parroquias |
| ------------------------------------------------------------------------------- | -------------------- | --------- | -------------- | ---------- | ------------- | ------------- | ------------------------ | -------------------- | ---------- | ---------- | ---------- |
| 1950                                                                            | 116 557              | 1 632 040 | 7.1            | 97         | 56            | 41            | 1201                     |                      | 55         | 393        | 32         |
| 1970                                                                            | 170 650              | 1 943 537 | 8.8            | 135        | 72            | 63            | 1264                     |                      | 159        | 855        | 41         |
| 1980                                                                            | 210 977              | 2 632 000 | 8.0            | 145        | 69            | 76            | 1455                     |                      | 163        | 888        | 50         |
| 1990                                                                            | 273 481              | 3 124 716 | 8.8            | 177        | 97            | 80            | 1545                     |                      | 212        | 928        | 61         |
| 1999                                                                            | 387 130              | 3 662 230 | 10.6           | 208        | 111           | 97            | 1861                     |                      | 305        | 944        | 71         |
| 2000                                                                            | 392 430              | 3 666 320 | 10.7           | 249        | 133           | 116           | 1576                     |                      | 356        | 1043       | 75         |
| 2002                                                                            | 393 640              | 3 789 320 | 10.4           | 236        | 117           | 119           | 1667                     |                      | 456        | 1086       | 82         |
| 2003                                                                            | 182 500              | 2 543 806 | 7.2            | 178        | 78            | 100           | 1025                     |                      | 405        | 784        | 55         |
| 2004                                                                            | 399 740              | 3 872 430 | 10.3           | 246        | 146           | 100           | 1624                     |                      | 517        | 1355       | 82         |
| 2010                                                                            | 188 990              | 2 156 765 | 8.8            | 215        | 94            | 121           | 879                      |                      | 434        | 927        | 67         |
| 2014                                                                            | 236 377              | 2 447 234 | 9.7            | 268        | 95            | 173           | 882                      |                      | 492        | 739        | 67         |
| 2017                                                                            | 262 413              | 2 296 098 | 11.4           | 268        | 92            | 176           | 979                      |                      | 548        | 1097       | 71         |
| 2020                                                                            | 271 034              | 2 371 960 | 11.4           | 274        | 98            | 176           | 989                      |                      | 570        | 1134       | 73         |
| Fuente: Catholic-Hierarchy, que a su vez toma los datos del Anuario Pontificio. |                      |           |                |            |               |               |                          |                      |            |            |            |

## Episcopologio
- Louis-Charles-Auguste Hébert, M.E.P. † (8 de julio de 1836-3 de octubre de 1836 falleció)
  - Clément Bonnand, M.E.P. † (3 de octubre de 1836-22 de mayo de 1846 renunció) (administrador apostólico)
- Alexis Canoz, S.I. † (22 de mayo de 1846-2 de diciembre de 1888 falleció)
- Jean-Marie Barthe, S.I. † (21 de marzo de 1890-19 de diciembre de 1913 renunció[nota 1])
- Ange-Auguste Faisandier, S.I. † (19 de diciembre de 1913 por sucesión-24 de septiembre de 1934 renunció[nota 2])
- John Peter Leonard, S.I. † (2 de enero de 1936-8 de enero de 1938 nombrado obispo de Madurai)
- James Mendonça † (7 de marzo de 1938-23 de noviembre de 1970 retirado)
- Thomas Fernando † (23 de noviembre de 1970-6 de octubre de 1990 retirado)
- Gabriel Lawrence Sengol † (6 de octubre de 1990-14 de octubre de 1997 renunció)
  - Sede vacante (1997-2000)
- Antony Devotta † (16 de noviembre de 2000-14 de julio de 2018 retirado)
  - Sede vacante (2018-2021)[nota 3]
- Savarimuthu Arokiaraj, desde el 29 de junio de 2021